# Ore (Haute-Garonne)
Ore település Franciaországban, Haute-Garonne megyében. Lakosainak száma 121 fő (2022. január 1.). Ore Sainte-Marie, Saléchan, Antichan-de-Frontignes, Bagiry, Fronsac, Frontignan-de-Comminges, Galié, Lourde és Mont-de-Galié községekkel határos.

## Népesség
A település népességének változása:
| Lakosok száma | 143  | 122  | 108  | 104  | 118  | 108  | 101  | 114  | 121  | 121  |
|               | 1968 | 1982 | 1990 | 2006 | 2013 | 2015 | 2017 | 2019 | 2020 | 2022 |